# Janbota Aldabergenova
Janbota Aldabergenova (Жанбота Алдабергенова; Şımkent, 23 settembre 1995) è una sciatrice freestyle kazaka, specializzata nei salti.

## Biografia
Originaria di Şımkent e attiva in gare FIS dal settembre 2011, Janbota Aldabergenova ha debuttato in Coppa del Mondo il 25 febbraio 2012, giungendo 15ª nei salti a Minsk. Il 12 febbraio 2016 ha ottenuto il suo primo podio nel massimo circuito, classificandosi 2ª a Mosca, nella gara vinta dalla canadese Marion Thénault.
In carriera ha preso parte a tre edizioni dei Giochi olimpici invernali e a cinque dei Campionati mondiali di freestyle.

## Palmarès

### Mondiali juniores
- 1 medaglia:
  - 1 argento (salti a Chiesa in Valmalenco 2015)

### Universiadi
- 3 medaglie:
  - 1 oro (salti a squadre ad Almaty 2017)
  - 2 bronzi (salti ad Almaty 2017 e salti a squadre a Krasnojarsk 2019)

### Coppa del Mondo
- Miglior piazzamento nella Coppa del Mondo di salti: 7ª nel 2022
- Miglior piazzamento in classifica generale: 58ª nel 2020
- 6 podi:
  - 2 secondi posti
  - 4 terzi posti